# Gypona nepa
Gypona nepa är en insektsart som beskrevs av Delong och Hermann Julius Kolbe 1974. Gypona nepa ingår i släktet Gypona och familjen dvärgstritar. Inga underarter finns listade i Catalogue of Life.